# 임미숙
임미숙(1963년 10월 4일 ~ )은 대한민국의 희극 배우이다.

## 학력
- 성일여자고등학교
- 서울예술대학교 연극영화과

## 경력
- 2004년 중식당 차이나 린찐 운영
- 2007년 노란우산공제 명예홍보대사
- 2012년 강동세무서 일일명예민원봉사실장

## 출연 작품

### TV 출연작
- 1983년 ~ 1990년 KBS 《유머 1번지》 - 아르바이트 백과, 물장수, 청춘을 돌려다오, 동작 그만
- 1987년 ~ 1991년 KBS 《쇼 비디오 자키》 - 네로 25시
- 1987년 ~ 1990년 KBS 《코미디 하이웨이》
- 1991년 ~ 1995년 SBS 《알뜰살림장만퀴즈》
- 1995년 KBS《가족오락관》 - 게스트
- 1992년 ~ 1996년 SBS 《웃으며삽시다》
- 2019년 KBS 《TV는 사랑을 싣고》 - 특별출연
- 2020년 JTBC 《1호가 될 순 없어》 -  게스트
- 2020년 SBS Plus 《밥은 먹고 다니냐》 - 게스트
- 2020년 KBS 《옥탑방의 문제아들》- 게스트 (with, 김학래)

### CF 출연작
- 삼양식품 삼미우동(1986년) - "유모어 1번지 - 아르바이트 백과" 팀으로 출연.
- 오뚜기 오뚜기 3분 요리(1986년)
- 해태음료 써니텐(1987년) - 김형곤, 김주승, 김완선과 함께 출연.
- 동아연필 샤프심(1987년)
- 팔도 팔도라면 "국시방"(1988년) - 이봉원과 함께 출연.
- 롯데제과 하비스트(1988년)
- 한성기업 왕치맛치(1988년)
- 명문제약 키미테(1988년) - "쇼 비디오 자키 - 네로 25시" 팀으로 출연.
- 부토 페리카나 치킨(1989년) - 최양락과 함께 출연
- 삼성제약 에프킬라 매트(1991년)
- 2580-2580 대리운전(2010년) - 김학래와 함께 출연

### 수상 경력
- 1987년 제1회 KBS 코미디대상 여자 신인상
- 1989년 제3회 KBS 코미디대상 여자 연기상

## 가족 관계
- 배우자 : 김학래 (1954년 9월 21일 ~ )[2]
  - 아들 : 김동영 (1991년 ~ )